# Chacarera

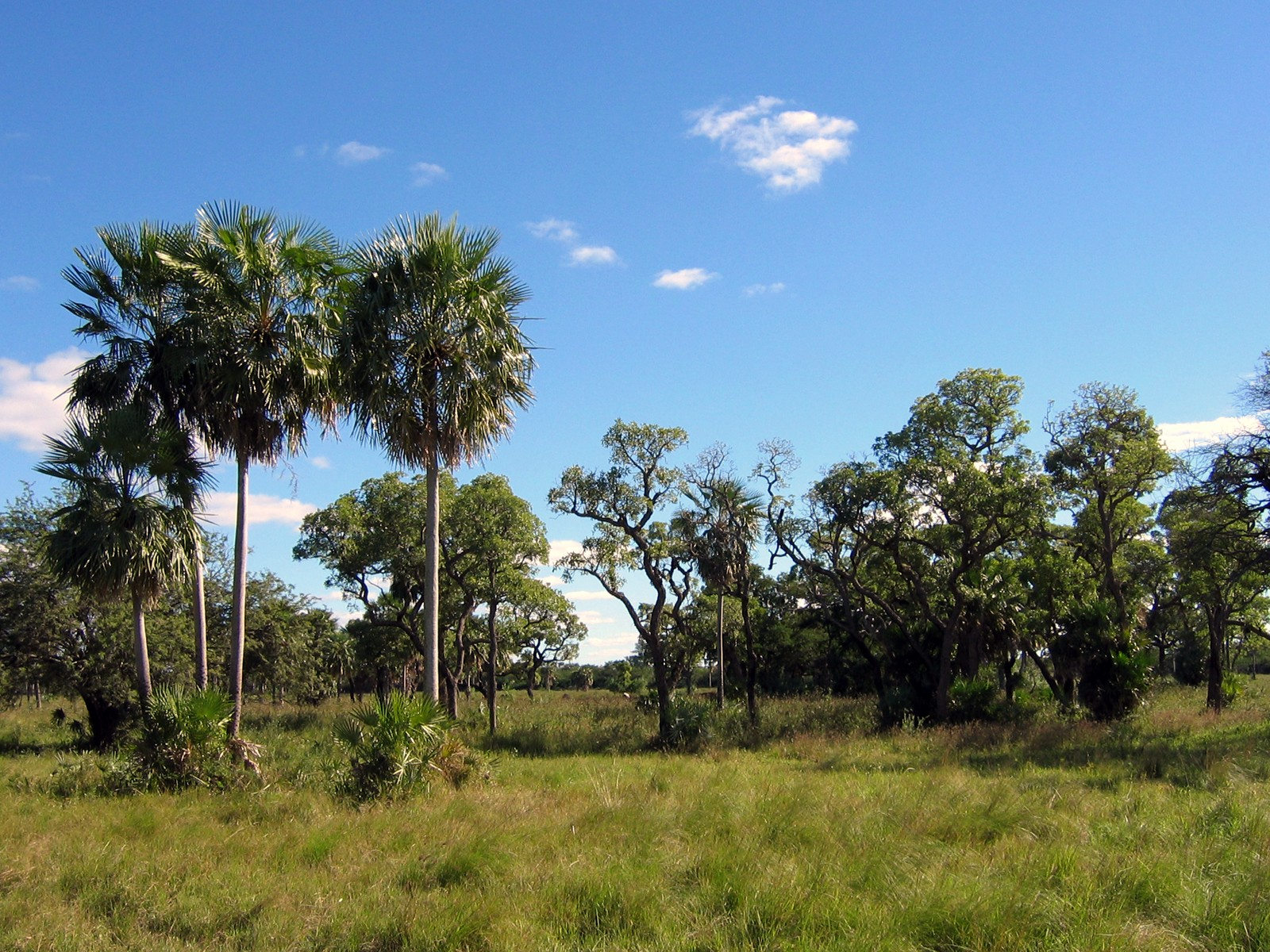
Landschaft im Gran Chaco in Paraguay

Die Chacarera (von chacra = Acker) ist ein Volkstanz und ein Musikstil und wird zur bekanntesten
Folklore Argentiniens gezählt.
Der genaue Ursprung der Chacarera ist unbekannt, vermutet werden ländliche Gegenden des Gran Chaco, der sich über den Norden von Argentinien, den westlichen Teil von Paraguay und den Südosten von Bolivien erstreckt. Um 1850 wurde die Chacarera in der nordargentinischen Provinz Santiago del Estero, die ebenfalls zum  Gran Chaco gehört, ursprünglich in den ländlichen Gebieten und später auch in den Städten getanzt.
Des Weiteren wird sie mit der angrenzenden Pampa und den dort lebenden Gauchos, die die Chacarera Anfang des 20. Jahrhunderts nach Buenos Aires gebracht haben könnten, in Verbindung gebracht.
Die Chacacera gehört somit zur Folklore Pampeano (aus der Pampa), die ein direkter Abkömmling der spanischen Volksmusik und hier insbesondere der Zarzuela ist. 
In jüngster Zeit hat die Chacarera auch auf dem bolivianischen Altiplano viele Anhänger gewonnen und es existieren jetzt auch weitab des ursprünglichen Verbreitungsgebiets, z. B. in La Paz, Chacarera-Gruppen. Durch den starken Kontakt mit der argentinischen Chacarera-Tradition kam es in den letzten Jahren zu einer starken stilistischen Angleichung, so dass sich die beiden Regionalvarianten nun vor allem durch ein leicht verändertes Tanzkostüm (andere Hüte), nicht aber durch eine prinzipielle Differenz in den Schritten unterscheiden. 
Die Musik ist von Gitarre, Violine, Akkordeon und der Bombo geprägt. Die Melodie folgt der Bombo, die den Rhythmus im 12/8-Takt spielt.

## Tanz
Chacarera ist ein sehr fröhlicher, leicht erlernbarer, traditioneller, argentinischer Volkstanz, der als Paar getanzt, aber in einer Gruppe eingearbeitet werden kann.
Der spanische Einfluss ist in der Chacarera nicht zu übersehen. Die Chacarera ist ein stark rhythmischer Tanz. Getanzt wird in Paaren, aber ohne Handfassung. Tänzer und Tänzerin tanzen innerhalb eines imaginären Rechteckes und führen dabei verschiedene Bilder aus. Elemente des Tanzes sind der Grundschritt (paso basico), das rhythmische Fingerschnippen (castagnettas), Händeklatschen (palmas), Steppen (zapateo) in erster Linie des Mannes und Röckeschwingen (zarandeo) der Frau. Ähnlich wie bei den Sevillanas wechseln sich Beinarbeit und Röcke-Schwingen mit Positionswechseln ab.
Während der ersten Hochblüte des Tango (ca. von 1920 bis 1955) fristete die Chacarera in der Hauptstadt ein Hintergrunddasein, jedoch stieg die Popularität der Chacarera in den 60er Jahren mit dem Wiederaufflammen der argentinischen Folklore, die auch mit dem Verbot des Tangos zusammenhängt, der von der Militärregierung ausging. Im Landesinneren hat die Chacarera jedoch niemals ihren Platz als wichtigster Tanz des Volkes verloren. Bekannte Musiker waren Los Chalchaleros, Los Tucu Tucu und die  Carabajal-Familie, aus der viele Generationen von Chacarera-Musikern und -Sängern hervorgingen.
Die Heimat der Chacarera ist die Provinz Santiago del Estero. Chacarera wird heute vor allem in den Provinzen Catamarca, Salta, Tucumán, Santiago del Estero, Jujuy und im Süden Boliviens getanzt. Jede Provinz hat ihren eigenen Chacarera-Stil mit subtilen stilistischen Unterschieden. Die Chacarera wird in drei Formaten gespielt: Chacarera simple, Chacarera doble, Chacarera trunca.
In den letzten Jahren wurde die Chacarera sowohl in Bolivien als auch in Argentinien wieder sehr populär. Vor allem progressiv eingestellte, besser gebildete junge Erwachsene aus der Stadt hören sie. Sie ist Teil einer Rückbesinnung auf die eigenen kulturellen Wurzeln. Inzwischen wird er auch auf Milongas wieder getanzt (vor allem in Argentinien, vereinzelt auch in Europa).
Ein wichtiger Vertreter in Tanz und Choreografie ist der Argentinier Luis Pereyra.

## Thema
Die meisten Lieder erzählen vom Land und seinen Menschen und der unermesslichen Liebe der Menschen zu ihrer Heimat. Viele Lieder erzählen vom Heimweh, das der Santiagueño empfindet, der seine Heimat verlassen musste: „Als ich von Santiago wegging, weinte ich auf dem ganzen Weg.Ich habe geweint, ich weiss es nicht warum.Ich kann sagen dass ich stark bin, aber diesen Tag bin ich schwacher geworden. Ich verließ die geliebte Erde und das Rancho, wo ich geboren wurde, wo ich fröhlich lebte und zufrieden sang.“ Außerhalb seiner Heimat fühlt sich der Santiagueño wie „eine Wildpflanze, die außerhalb ihrer Salzwüste stirbt.“